# تپه کاظمی
تپه کاظمی مربوط به دوره ساسانیان - سده‌های میانه دوران‌های تاریخی پس از اسلام است و در شهرستان همدان، بخش شراء، دهستان جیحون دشت، روستای یکله واقع شده و این اثر در تاریخ ۱۸ اسفند ۱۳۸۷ با شمارهٔ ثبت ۲۵۱۴۷ به‌عنوان یکی از آثار ملی ایران به ثبت رسیده‌است.